# Завод хімії хлору в Санта-Круз-де-Тенерифе
Завод хімії хлору в Санта-Круз-де-Тенерифе — хімічне підприємство на іспанському острові Тенерифе, майданчик якого розташований в портовій зоні за кілька кілометрів на північний схід від Санта-Круз-де-Тенерифе.
Завод, який ввела в дію у 2016 році компанія Biomca Química, здійснює електроліз розчину хлориду натрію та продукує хлор, каустичну соду та водень. Надалі з хлору та соди отримують гіпохлориту натрію, що використовується передусім для знезараження води, зокрема в басейнах.
Первісно майданчик мав два електролізери та міг випускати 6,6 тонни хлору на добу, а із запуском у 2019-му третього електролізера цей показник зріс до 9,9 тонни на добу. Потужність заводу по гіпохлориту натрію анонсується як 27 тисяч тонн на рік.
Можливо відзначити, що згодом Biomca Química запустила ще один електролізний завод на іншому острові Канарського архіпелагу Гран-Канарія.